# Ronde van Turkije 2013
De Ronde van Turkije 2013 (Turks: 2013 Cumhurbaşkanlığı Türkiye Bisiklet Turu) was de 13e editie van deze wielerwedstrijd die als meerdaagse koers werd verreden van zondag 21 april tot en met zondag 28 april in Turkije. Deze wedstrijd maakte deel uit van de UCI Europe Tour 2013.
De Turk Mustafa Sayar won de ronde, maar werd door enkele van zijn collega's reeds niet vertrouwd. Hij werd later ook positief bevonden op EPO. Indien hij met tegenwerkende kracht gediskwalificeerd zou worden zou de Eritreeër Natnael Berhane mogelijk tot nieuwe winnaar worden uitgeroepen.

## Deelnemende ploegen
Er zijn 25 teams die deelnemen aan de Ronde van Turkije 2013. Onder hen zijn 9 UCI WorldTour-wielerploegen, 15 UCI Professionele continentale wielerploegen en 1 UCI Continentale wielerploegen. Elk team mag maximaal acht rijders hebben binnen hun ploeg, waardoor het peloton maximaal 200 deelnemers zou hebben. Er stonden 193 wielrenners aan de start van de eerste etappe.
UCI WorldTour-wielerploegen
- Astana
- Blanco Pro Cycling
- Team Katusha
- Lampre-Merida
- Lotto-Belisol
- Omega Pharma-Quick Step
- Orica-GreenEdge
- Argos-Shimano
- Team Saxo-Tinkoff

UCI Professionele continentale wielerploegen
- Accent Jobs-Wanty
- Bardiani Valvole-CSF Inox
- Bretagne-Séché Environnement
- Caja Rural
- CCC Polsat Polkowice
- Cofidis
- Colombia
- Crelan-Euphony
- MTN Qhubeka
- Sojasun
- Team Europcar
- Team NetApp-Endura
- Team Novo Nordisk
- Unitedhealthcare Pro Cycling
- Vini Fantini-Selle Italia

UCI Continentale wielerploegen
- Konya Torku Şeker Spor

## Etappe-overzicht
| Etappe    | Datum    | Start     | Finish    | afstand  | Winnaar         | Ploeg            | Leider          |
| --------- | -------- | --------- | --------- | -------- | --------------- | ---------------- | --------------- |
| 1e etappe | 21 april | Alanya    | Alanya    | 43 km    | Marcel Kittel   | Argos-Shimano    | Marcel Kittel   |
| 2e etappe | 22 april | Alanya    | Antalya   | 150 km   | Aidis Kruopis   | Orica-GreenEdge  | André Greipel   |
| 3e etappe | 23 april | Antalya   | Elmali    | 153,5 km | Natnael Berhane | Team Europcar    | Natnael Berhane |
| 4e etappe | 24 april | Göcek     | Marmaris  | 147 km   | André Greipel   | Lotto-Belisol    | Natnael Berhane |
| 5e etappe | 25 april | Marmaris  | Bodrum    | 183 km   | André Greipel   | Lotto-Belisol    | Natnael Berhane |
| 6e etappe | 26 april | Bodrum    | Selçuk    | 183 km   | Mustafa Sayar   | Torku Şeker Spor | Mustafa Sayar   |
| 7e etappe | 27 april | Kusadasi  | Izmir     | 124 km   | Marcel Kittel   | Argos-Shimano    | Mustafa Sayar   |
| 8e etappe | 28 april | Istanboel | Istanboel | 121 km   | Marcel Kittel   | Argos-Shimano    | Mustafa Sayar   |

## Etappe-uitslagen

### 1e etappe

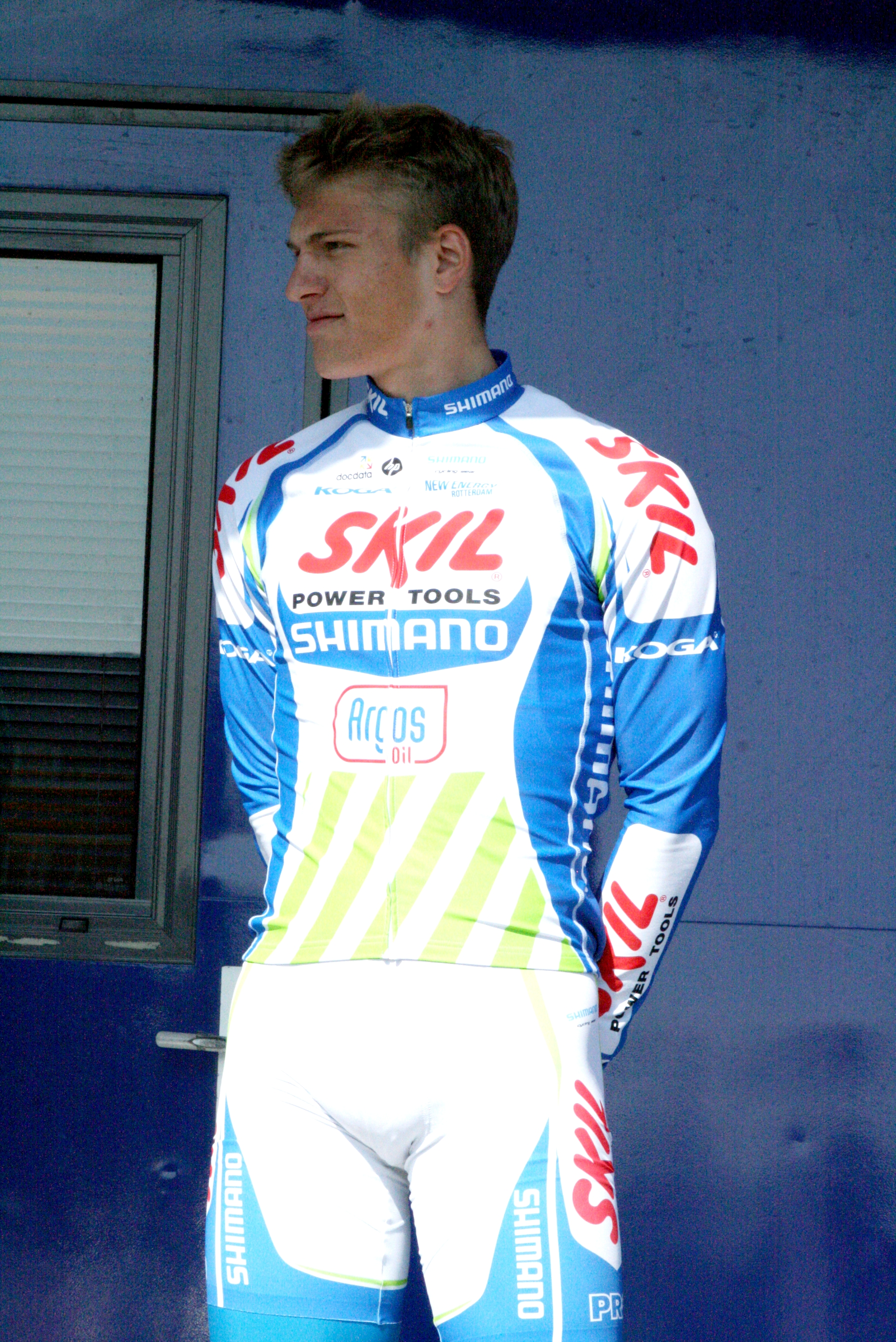
Marcel Kittel, winnaar van de eerste etappe

Marcel Kittel won deze etappe in een massasprint. Hij versloeg onder meer zijn landgenoot André Greipel.
| Alanya – Alanya (43 km) |                    |                           |            |
| Plaats                  | Naam               | Ploeg                     | Tijd       |
| Winnaar                 | Marcel Kittel      | Argos-Shimano             | 3u 08' 37" |
| 2                       | André Greipel      | Lotto-Belisol             | z.t.       |
| 3                       | Joeri Metloesjenko | Torku Şeker Spor          | z.t.       |
| 4                       | Roger Kluge        | Team NetApp-Endura        | z.t.       |
| 5                       | Andrew Fenn        | Omega Pharma-Quick Step   | z.t.       |
| 6                       | Francesco Lasca    | Caja Rural                | z.t.       |
| 7                       | Danilo Napolitano  | Accent Jobs-Wanty         | z.t.       |
| 8                       | Grzegorz Stępniak  | CCC Polsat Polkowice      | z.t.       |
| 9                       | Edwin Ávila        | Colombia                  | z.t.       |
| 10                      | Sacha Modolo       | Bardiani Valvole-CSF Inox | z.t.       |

### 2e etappe
De massasprint werd ontsierd door een zware valpartij van Mark Renshaw van Blanco Pro Cycling. Van het kleine groepje dat niet door de val gehinderd werd, was Aidis Kruopis de beste.
| Alanya – Antalya (150 km) |                     |                           |            |
| Plaats                    | Naam                | Ploeg                     | Tijd       |
| Winnaar                   | Aidis Kruopis       | Orica-GreenEdge           | 3u 23' 54" |
| 2                         | Marco Coledan       | Bardiani Valvole-CSF Inox | z.t.       |
| 3                         | André Greipel       | Lotto-Belisol             | z.t.       |
| 4                         | Sergiy Grechyn      | Torku Şeker Spor          | z.t.       |
| 5                         | Aleksandr Porsev    | Team Katusha              | z.t.       |
| 6                         | Leigh Howard        | Orica-GreenEdge           | z.t.       |
| 7                         | Vicente Reynes Mimo | Lotto-Belisol             | z.t.       |
| 8                         | Maximiliano Richeze | Lampre-Merida             | z.t.       |
| 9                         | Mateusz Nowak       | CCC Polsat Polkowice      | z.t.       |
| 10                        | Filippo Fortin      | Bardiani Valvole-CSF Inox | z.t.       |

### 3e etappe
| Antalya – Elmalı (153,5 km) |                    |                              |            |
| Plaats                      | Naam               | Ploeg                        | Tijd       |
| Winnaar                     | Natnael Berhane    | Team Europcar                | 4u 16' 06" |
| 2                           | Kevin Seeldraeyers | Astana                       | z.t.       |
| 3                           | Mustafa Sayar      | Torku Şeker Spor             | z.t.       |
| 4                           | Maxime Méderel     | Sojasun                      | z.t.       |
| 5                           | Yoann Bagot        | Cofidis                      | z.t.       |
| 6                           | Rory Sutherland    | Team Saxo-Tinkoff            | z.t.       |
| 7                           | Cameron Meyer      | Orica-GreenEDGE              | z.t.       |
| 8                           | Florian Guillou    | Bretagne-Séché Environnement | z.t.       |
| 9                           | Darwin Atapuma     | Colombia                     | z.t.       |
| 10                          | Nicolas Edet       | Cofidis                      | z.t.       |

### 4e etappe
| Göcek – Marmaris (147 km) |                   |                              |            |
| Plaats                    | Naam              | Ploeg                        | Tijd       |
| Winnaar                   | André Greipel     | Lotto-Belisol                | 3u 38' 47" |
| 2                         | Nikias Arndt      | Argos-Shimano                | z.t.       |
| 3                         | Moreno Hofland    | Blanco Pro Cycling           | z.t.       |
| 4                         | Filippo Pozzato   | Lampre-Merida                | z.t.       |
| 5                         | Michał Gołaś      | Omega Pharma-Quick Step      | z.t.       |
| 6                         | Francesco Lasca   | Caja Rural                   | z.t.       |
| 7                         | Geoffroy Lequatre | Bretagne-Séché Environnement | z.t.       |
| 8                         | Nicolas Edet      | Cofidis                      | z.t.       |
| 9                         | Jonathan Hivert   | Sojasun                      | z.t.       |
| 10                        | Serge Pauwels     | Omega Pharma-Quick Step      | z.t.       |

### 5e etappe
| Marmaris – Bodrum (183 km) |                 |                              |          |
| Plaats                     | Naam            | Ploeg                        | Tijd     |
| Winnaar                    | André Greipel   | Lotto-Belisol                | 4u41'59" |
| 2                          | Matteo Trentin  | Omega Pharma-Quickstep       | z.t.     |
| 3                          | Nikias Arndt    | Argos-Shimano                | z.t.     |
| 4                          | Luca Paolini    | Team Katjoesja               | z.t.     |
| 5                          | Stefan van Dijk | Accent-Wanty                 | z.t.     |
| 6                          | Rafael Andriato | Vini Fantini-Selle Italia    | z.t.     |
| 7                          | Armindo Fonseca | Bretagne-Séché Environnement | z.t.     |
| 8                          | Daniel Schorn   | Team NetApp-Endura           | z.t.     |
| 9                          | Sonny Colbrelli | Bardiani Valvole-CSF Inox    | z.t.     |
| 10                         | Maxime Méderel  | Sojasun                      | z.t.     |

### 6e etappe
| Bodrum – Selçuk (183 km) |                 |                              |          |
| Plaats                   | Naam            | Ploeg                        | Tijd     |
| Winnaar                  | Mustafa Sayar   | Torku Şekerspor              | 4u40'09" |
| 2                        | Yoann Bagot     | Cofidis                      | + 18"    |
| 3                        | Nicolas Edet    | Cofidis                      | + 23"    |
| 4                        | Danail Petrov   | Caja Rural                   | + 28"    |
| 5                        | Darwin Atapuma  | Colombia                     | + 30"    |
| 6                        | Jonathan Hivert | Sojasun                      | z.t.     |
| 7                        | Serge Pauwels   | Omega Pharma-Quickstep       | z.t.     |
| 8                        | Cameron Meyer   | Orica-GreenEdge              | z.t.     |
| 9                        | Florian Guillou | Bretagne-Séché Environnement | + 33"    |
| 10                       | Marc de Maar    | Unitedhealthcare Pro Cycling | z.t.     |

### 7e etappe
| Kusadasi – Izmir (124 km) |                     |                              |          |
| Plaats                    | Naam                | Ploeg                        | Tijd     |
| Winnaar                   | Marcel Kittel       | Argos-Shimano                | 2u40'04" |
| 2                         | Andrea Guardini     | Astana Pro Team              | z.t.     |
| 3                         | Maximiliano Richeze | Lampre-Merida                | z.t.     |
| 4                         | Bryan Coquard       | Europcar                     | z.t.     |
| 5                         | Sonny Colbrelli     | Bardiani Valvole-CSF Inox    | z.t.     |
| 6                         | Jake Keough         | Unitedhealthcare Pro Cycling | z.t.     |
| 7                         | Francesco Lasca     | Caja Rural                   | z.t.     |
| 8                         | Blaž Jarc           | Team NetApp-Endura           | z.t.     |
| 9                         | Baptiste Planckaert | Crelan-Euphony               | z.t.     |
| 10                        | Nikolas Maes        | Omega Pharma-Quickstep       | z.t.     |

### 8e etappe
| Istanbul (121 km) |                     |                        |          |
| Plaats            | Naam                | Ploeg                  | Tijd     |
| Winnaar           | Marcel Kittel       | Argos-Shimano          | 2u43'45" |
| 2                 | Andrea Guardini     | Astana Pro Team        | z.t.     |
| 3                 | Andrew Fenn         | Omega Pharma-Quickstep | z.t.     |
| 4                 | Aidis Kruopis       | Orica-GreenEdge        | z.t.     |
| 5                 | Stefan van Dijk     | Accent-Wanty           | z.t.     |
| 6                 | Moreno Hofland      | Blanco Pro Cycling     | z.t.     |
| 7                 | Francesco Lasca     | Caja Rural             | z.t.     |
| 8                 | Maximiliano Richeze | Lampre-Merida          | z.t.     |
| 9                 | Andrea Palini       | Lampre-Merida          | z.t.     |
| 10                | André Greipel       | Lotto-Belisol          | z.t.     |

## Eindklassement
| Plaats  | Naam               | Ploeg                        | Tijd      |
| ------- | ------------------ | ---------------------------- | --------- |
| Winnaar | Mustafa Sayar      | Torku Şekerspor              | 29u13'13" |
| 2       | Natnael Berhane    | Europcar                     | + 41"     |
| 3       | Yoann Bagot        | Cofidis                      | + 44"     |
| 4       | Maxime Méderel     | Sojasun                      | + 57"     |
| 5       | Nicolas Edet       | Cofidis                      | + 1'00"   |
| 6       | Cameron Meyer      | Orica-GreenEdge              | + 1'02"   |
| 7       | Darwin Atapuma     | Colombia                     | + 1'08"   |
| 8       | Florian Guillou    | Bretagne-Séché Environnement | + 1'09"   |
| 9       | Danail Petrov      | Caja Rural                   | + 1'13"   |
| 10      | Rory Sutherland    | Team Saxo-Tinkoff            | + 1'15"   |
| 11      | Kevin Seeldraeyers | Astana Pro Team              | + 1'35"   |
| 12      | José Mendes        | Team NetApp-Endura           | + 1'36"   |
| 13      | Serge Pauwels      | Omega Pharma-Quickstep       | + 1'40"   |
| 14      | Brice Feillu       | Sojasun                      | + 2'01"   |
| 15      | Marc de Maar       | Unitedhealthcare Pro Cycling | + 2'07"   |
| 16      | Luca Mazzanti      | Vini Fantini-Selle Italia    | + 2'34"   |
| 17      | Andrej Kasjetsjkin | Astana Pro Team              | + 2'38"   |
| 18      | Warren Barguil     | Argos-Shimano                | + 2'39"   |
| 19      | Angelo Pagani      | Bardiani Valvole-CSF Inox    | + 4'04"   |
| 20      | David de la Fuente | Torku Şekerspor              | + 4'22"   |

## Klassementsleiders na elke etappe
| Etappe    | Winnaar         | Algemeen klassement · | Puntenklassement · | Bergklassement · | Sprintklassement · | Ploegenklassement |
| --------- | --------------- | --------------------- | ------------------ | ---------------- | ------------------ | ----------------- |
| 1         | Marcel Kittel   | Marcel Kittel         | Marcel Kittel      | Mustafa Sayar    | Michail Ignatiev   | Lampre-Merida     |
| 2         | Aidis Kruopis   | André Greipel         | André Greipel      | Mustafa Sayar    | Ahmet Örken        | Lampre-Merida     |
| 3         | Natnael Berhane | Natnael Berhane       | André Greipel      | Mauro Finetto    | Ahmet Örken        | Cofidis           |
| 4         | André Greipel   | Natnael Berhane       | André Greipel      | Sergiy Grechyn   | Michail Ignatiev   | Cofidis           |
| 5         | André Greipel   | Natnael Berhane       | André Greipel      | Sergiy Grechyn   | Michail Ignatiev   | Cofidis           |
| 6         | Mustafa Sayar   | Mustafa Sayar         | André Greipel      | Sergiy Grechyn   | Michail Ignatiev   | Cofidis           |
| 7         | Marcel Kittel   | Mustafa Sayar         | André Greipel      | Sergiy Grechyn   | Michail Ignatiev   | Cofidis           |
| 8         | Marcel Kittel   | Mustafa Sayar         | André Greipel      | Sergiy Grechyn   | Michail Ignatiev   | Cofidis           |
| Eindstand | Eindstand       | Mustafa Sayar         | André Greipel      | Sergiy Grechyn   | Michail Ignatiev   | Cofidis           |